# Шалашников, Сергей Михайлович
Сергей Михайлович Шалашников — советский хозяйственный и политический деятель.

## Биография
Родился в 1911 году в Туле. Член КПСС.
Окончил Тульский механический техникум.
С 1928 года — электромонтер на Тульской городской телефонной станции, красноармеец, слесарь, мастер, заместитель начальника, начальник цеха, директор завода № 187
В 1952—1958 гг. — председатель Тульского горисполкома.
В 1959—1976 гг. — директор завода «Прибой».
Делегат XXIII съезда КПСС.
Почетный гражданин города-героя Тулы.
Умер в 2004 году в Туле.

## Награды
- Орден Ленина
- Орден Трудового Красного Знамени
- Орден Красной Звезды (28.06.1945, 16.09.1945)